# L’Îlot (Mahé)
L’Îlot (auch: North Island) ist eine Insel der Seychellen vor der Nordküste von Mahé.

## Geographie
Die Insel liegt vor der Nordwestspitze der Insel, etwa 600 m westlich von North Point.

## Verwaltung
Die Insel gehört zum Distrikt Glacis.